# Pieter Matthæus Pertat
Pieter Matthæus Pertat (Amsterdam, 20 september 1744 – Qualburg, na 1807) was een politicus ten tijde van de Bataafse Republiek.

## Familie
Pertat was een zoon van Johannes Pertat (1707-1780) en Jacomina Janninck (1709-1777). Hij ondertrouwde in 1778 met Maria Berteling (1755-1805), uit dit huwelijk werden vijf kinderen geboren.

## Loopbaan
Pertat studeerde vanaf 1764 aan de artesfaculteit van de universiteit van Leuven en werd makelaar in Amsterdam. Hij volgde per 11 juli 1796 Johan Valckenaer op als lid van de Eerste Nationale Vergadering (1796-1797). Hij was vervolgens lid van de Tweede Nationale Vergadering (1797-1798), de Constituerende Vergadering (1798) en van de Eerste Kamer (1798-1800, 1801) en Tweede Kamer (1800-1801) van het Vertegenwoordigend Lichaam. Hij was in 1797 en 1798 lid van de tweede constitutiecommissie van eenentwintig. Hij verhuisde met zijn vrouw naar het Duitse Qualburg, waar beiden zijn overleden.